# NHL Expansion Draft 1993
L'NHL Expansion Draft 1993 si è tenuto il 24 giugno 1993 presso il Colisee de Québec di Québec. Il draft ebbe luogo per permettere di completare i roster delle due nuove franchigie iscritte in NHL a partire dalla stagione 1993-94: i Florida Panthers ed i Mighty Ducks of Anaheim.

## Entry Draft
L'NHL Entry Draft 1993, il 31º draft della National Hockey League, si svolse il 26 giugno 1993 presso il Colisee de Québec di Québec. Gli Ottawa Senators selezionarono il centro Alexandre Daigle dal Victoriaville Tigres, gli Hartford Whalers invece come seconda scelta puntarono sul difensore Chris Pronger, proveniente dai Peterborough Petes, mentre i Tampa Bay Lightning scelsero in terza posizione il centro Chris Gratton, dei Kingston Frontenacs.

## Regole
Alle 24 franchigie allora esistenti fu data la possibilità di proteggere dalla selezione un portiere, cinque difensori e nove attaccanti. Tutti i giocatori al primo anno furono esentati dalla selezione, così come i giocatori al secondo anno di esperienza nella lega inseriti nella lista delle riserve. Da ciascuna franchigia era possibile selezionare un solo portiere e un solo difensore; pertanto alla fine sei squadre persero un portiere e un attaccante, sedici persero un difensore e un attaccante, mentre infine due squadre persero due attaccanti.
Nel draft furono scelti 48 giocatori, due da ciascuna franchigia. I Panthers e i Mighty Ducks selezionarono tre portieri, otto difensori e tredici attaccanti.

## Expansion Draft

### Florida Panthers
| Scelta # | Giocatore          | Posizione    | Selezionato dai     |
| -------- | ------------------ | ------------ | ------------------- |
| 1        | John Vanbiesbrouck | Portiere     | Vancouver Canucks   |
| 4        | Mark Fitzpatrick   | Portiere     | Quebec Nordiques    |
| 5        | Daren Puppa        | Portiere     | Toronto Maple Leafs |
| 7        | Milan Tichý        | Difensore    | Chicago Blackhawks  |
| 10       | Paul Laus          | Difensore    | Pittsburgh Penguins |
| 12       | Joe Cirella        | Difensore    | New York Rangers    |
| 13       | Oleksandr Hodynjuk | Difensore    | Calgary Flames      |
| 15       | Gord Murphy        | Difensore    | Dallas Stars        |
| 18       | Steve Bancroft     | Difensore    | Winnipeg Jets       |
| 20       | Stéphane Richer    | Difensore    | Boston Bruins       |
| 21       | Gord Hynes         | Difensore    | Philadelphia Flyers |
| 24       | Tom Fitzgerald     | Ala destra   | New York Islanders  |
| 25       | Jesse Bélanger     | Centro       | Montreal Canadiens  |
| 27       | Scott Levins       | Centro       | Winnipeg Jets       |
| 30       | Scott Mellanby     | Ala destra   | Edmonton Oilers     |
| 32       | Brian Skrudland    | Centro       | Calgary Flames      |
| 33       | Mike Hough         | Ala sinistra | Washington Capitals |
| 35       | Dave Lowry         | Ala sinistra | St. Louis Blues     |
| 38       | Bill Lindsay       | Ala sinistra | Quebec Nordiques    |
| 40       | Andrej Lomakin     | Ala destra   | Philadelphia Flyers |
| 41       | Randy Gilhen       | Centro       | Tampa Bay Lightning |
| 43       | Doug Barrault      | Ala sinistra | Dallas Stars        |
| 46       | Marc LaBelle       | Ala sinistra | Ottawa Senators     |
| 48       | Pete Stauber       | Ala sinistra | Detroit Red Wings   |

### Mighty Ducks of Anaheim
| Scelta # | Giocatore         | Posizione    | Selezionato dai     |
| -------- | ----------------- | ------------ | ------------------- |
| 2        | Guy Hebert        | Portiere     | St. Louis Blues     |
| 3        | Glenn Healy       | Portiere     | New York Islanders  |
| 6        | Ron Tugnutt       | Portiere     | Edmonton Oilers     |
| 8        | Aleksej Kasatonov | Difensore    | New Jersey Devils   |
| 9        | Sean Hill         | Difensore    | Montreal Canadiens  |
| 11       | Bill Houlder      | Difensore    | Buffalo Sabres      |
| 14       | Bobby Dollas      | Difensore    | Detroit Red Wings   |
| 16       | Randy Ladouceur   | Difensore    | New York Rangers    |
| 17       | David Williams    | Difensore    | San Jose Sharks     |
| 19       | Dennis Vial       | Difensore    | Tampa Bay Lightning |
| 22       | Mark Ferner       | Difensore    | Ottawa Senators     |
| 23       | Steven King       | Ala destra   | New York Rangers    |
| 26       | Troy Loney        | Ala sinistra | Pittsburgh Penguins |
| 28       | Stu Grimson       | Ala sinistra | Chicago Blackhawks  |
| 29       | Tim Sweeney       | Ala destra   | Boston Bruins       |
| 31       | Terry Yake        | Centro       | Hartford Whalers    |
| 34       | Jarrod Skalde     | Centro       | New Jersey Devils   |
| 36       | Bob Corkum        | Centro       | Buffalo Sabres      |
| 37       | Anatolij Semënov  | Centro       | Vancouver Canucks   |
| 39       | Joe Sacco         | Ala destra   | Toronto Maple Leafs |
| 42       | Lonnie Loach      | Ala sinistra | Los Angeles Kings   |
| 44       | Jim Thomson       | Ala destra   | Los Angeles Kings   |
| 45       | Trevor Halverson  | Ala sinistra | Washington Capitals |
| 47       | Robin Bawa        | Ala sinistra | San Jose Sharks     |